# Chlorbenzilat
Chlorbenzilat ist eine chemische Verbindung aus der Gruppe der Benzilsäuren, die als Akarizid verwendet wird. Es wurde 1952 von der Firma J. R. Geigy S.A. (später Ciba-Geigy AG, heute Novartis) auf den Markt gebracht.

## Gewinnung und Darstellung
Chlorbenzilat kann ausgehend von Toluol gewonnen werden, welches chloriert wird und anschließend mit Natriumhydroxid zu 4-Chlorbenzaldehyd reagiert. Dieses reagiert mit Natriumcyanid und Ethanol zu 4,4′-Dichlorbenzoin, welches mit Salpetersäure zu 4,4′-Dichlorbenzil reagiert. Reaktion mit Kaliumhydroxid und Ethanol oder Diethylsulfat ergibt nun das Endprodukt.

## Eigenschaften
Chlorbenzilat ist ein je nach Reinheit farbloser bis gelblicher Feststoff, kann aber als technisches Produkt auch bräunlich und flüssig sein. Im Boden hat es eine Halbwertszeit von 23 Tagen, sodass es nicht persistent ist.

## Wirkungsweise und Verwendung
Chlorbenzilat ist ein Akarizid mit Kontaktwirkung. Es wirkt nicht-systemisch und auch leicht insektizid.
Verwendet wurde Chlorbenzilat gegen Milben und Zecken im Anbau von Zitrusfrüchten, Walnüssen, Baumwolle und Trauben sowie bei der Behandlung von Bienenstöcken.

## Zulassung
Der Wirkstoff ist heute obsolet und wird als gefährliche Chemikalie nach dem Rotterdamer Übereinkommen eingestuft. 
In den Staaten der Europäischen Union und in der Schweiz sind keine Pflanzenschutzmittel mit diesem Wirkstoff zugelassen.